# Кобелль, Вильгельм фон
Вильгельм фон Кобелль (нем. Wilhelm von Kobell; 6 апреля 1766, Мангейм — 15 июля 1853, Мюнхен) — германский живописец.
Родился в семье пейзажиста Фердинанда Кобелля, его первым учителем был дядя Франц. Учился в Мангейме и в Дюссельдорфе через изучение произведений Филипса Вауэрмана, в 1778 году отправился в Рим. В течение этого времени он изучал различные манеры живописи, в том числе нидерландское искусство XVII века и английское XVIII века. С 1808 года был профессором в Мюнхенской академии художеств, переехав в этот город вместе с отцом.
Первоначально он писал ландшафты и животных, но потом занимался почти исключительно батальной живописью, для изучения которой посетил в 1809—1810 годах Вену и Париж. Картины его можно было увидеть в Мюнхене (в пинакотеке), в Шлейсгеймской, Франкфуртской и других немецких галереях. Ещё большую известность, чем картинами, он приобрёл своими офортами собственной композиции, изображающими римские виды, пейзажные мотивы, верховых наездников, лошадей и собак, а также акватинтными гравюрами с работ Вауэрмана, Берхема, Вейнантса, ван Рёйсдала и других нидерландских мастеров.

## Галерея

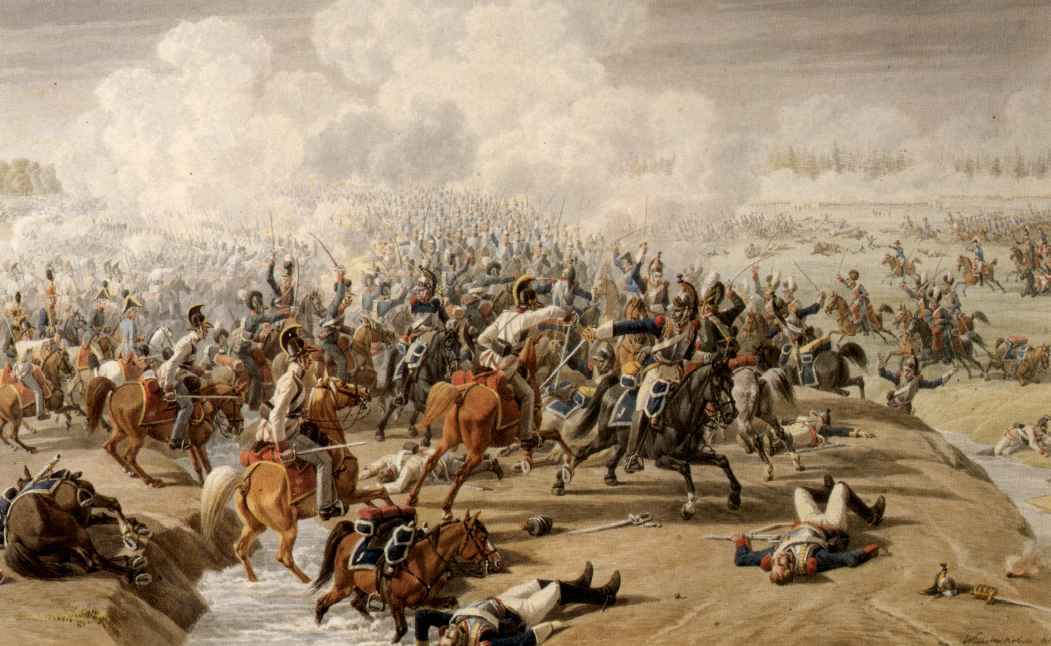
«Битва при Ханау», 1814, Новая пинакотека
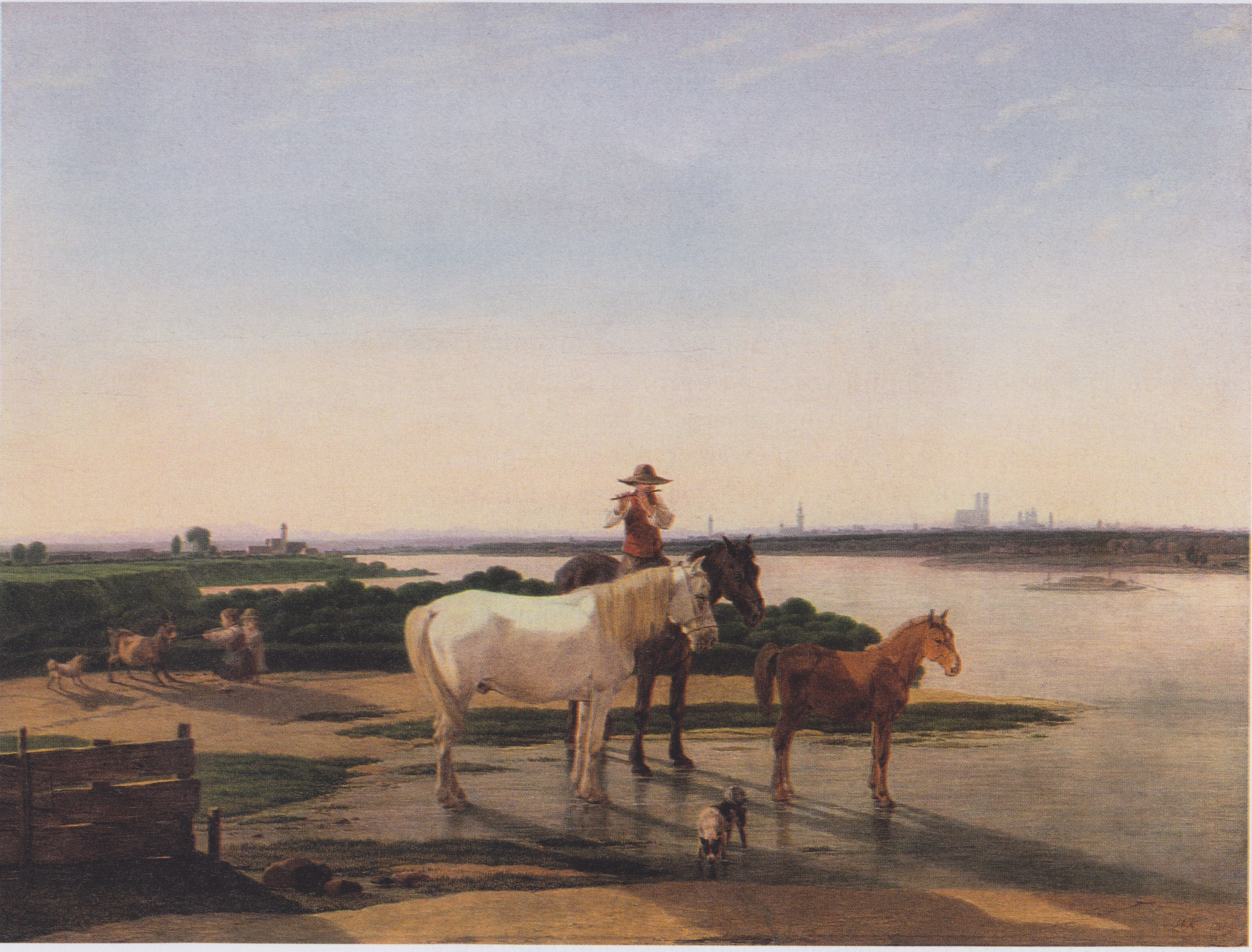
«Вид Изара близ Мюнхена», 1819, Новая пинакотека
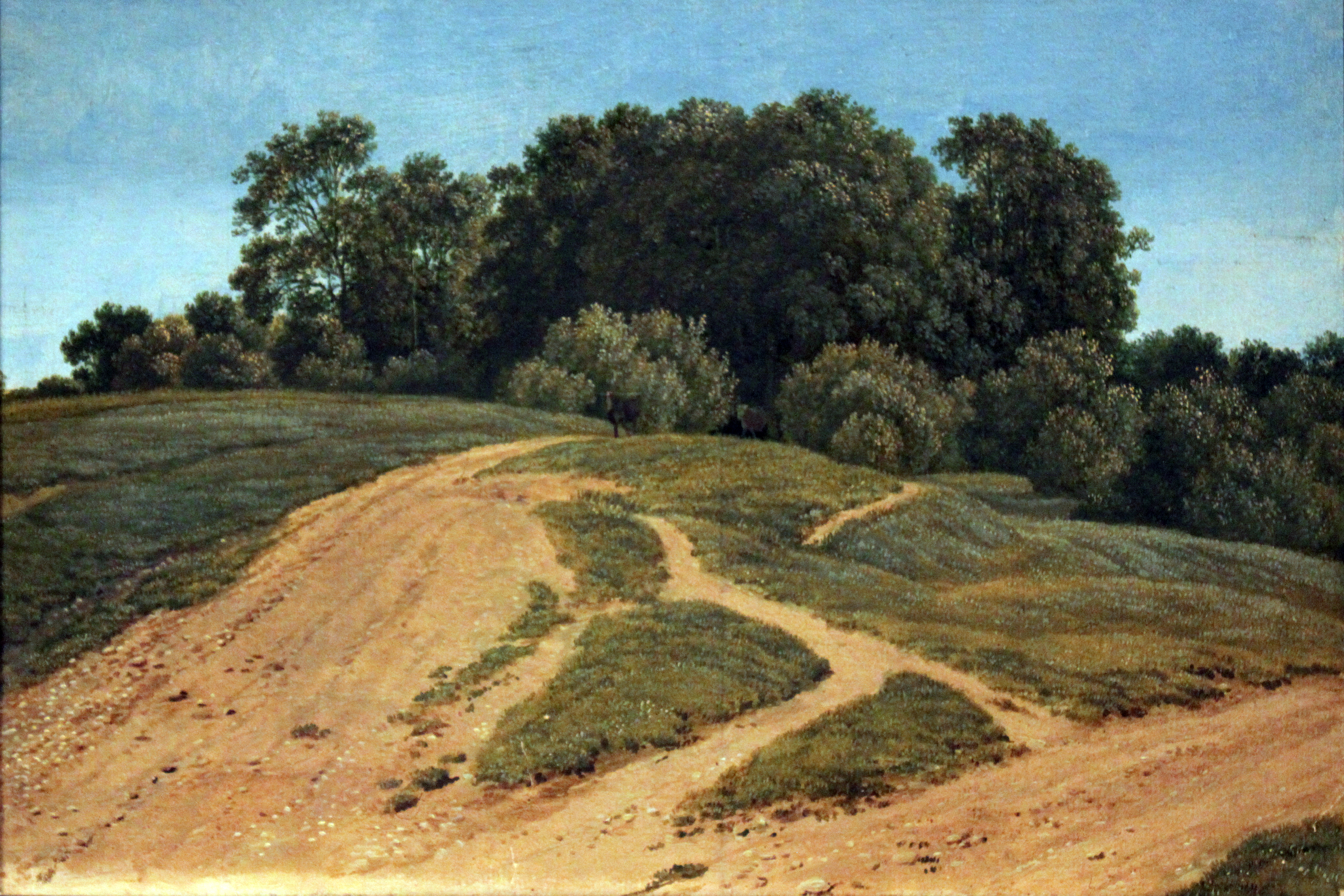
«Просёлок», 1821, Гамбургский кунстхалле
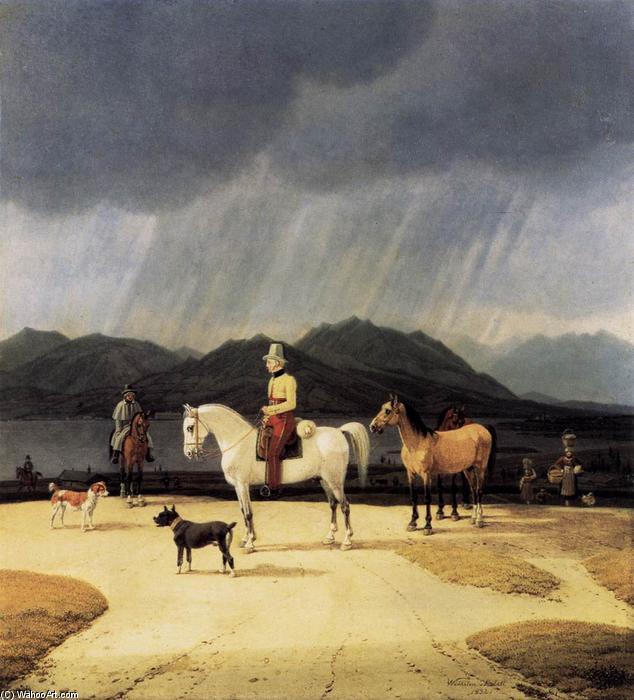
«Всадник у Тегернзе», 1832, Старая национальная галерея